# Bill Murray
William James "Bill" Murray (Wilmette, Illinois, 21. rujna 1950.), američki filmski glumac i komičarska ikona irskog podrijetla.
Murray je poznat po svojem nadarenom humoru i specifičnoj karizmi, koja ima razmjer od šarmantnih cinika u komedijama do rezigniranih outsidera u dramama. Među njegovim slavnijim filmovima su i "Istjerivači duhova", "Beskrajni dan" i "Izgubljeni u prijevodu".

## Mlade godine
Murray se rodio u Illinoisu kao peto od ukupno devetero djece  Edwarda Murrayja (1921. – 1967.), prodavača drveta, i Lucille Collins (1921. – 1988.), koji su odrasli uz strogi katolički odgoj. Odrastao je sa sedmero braće i jednom sestrom, Nancy, koja je kasnije postala časna sestra. Kao dijete često se je borio za naklonost roditelja; jednom kada je oponašao Jamesa Cagneyja pao je na pod i ozljedio se, ali mu je ipak bilo drago jer je uspio nasmijati oca. Njegov otac je umro mlad, dok je Bill bio star samo 17 godina. Trojica njegove braće, John Murray, Joel Murray i Brian-Doyle Murray su također postali glumci. Završio je Loyola akademiju te se upisao u Regis University gdje je studirao medicinu ali je odustao kada je s 20 godina uhićen zbog posjedovanja marihuane na aerodromu O'Hare, koju je prodavao kako bi financirao svoj studij.

## Karijera

### 1970te
Na poziv brata Briana-Doylea, Bill je upao u The Second City Chicago, improvizacijsku komičarsku grupu, a u to vrijeme je i honorarno je radio na golf igralištu kao nositelj palica, u Pizzeriji "Little Caesar's" u Chicagu a povremeno je uzimao i teške fizičke poslove, kao što je betoniranje. 1973. je nakratko radio na radio stanici National Lampoon. Slavu je stekao kultnim humorističnim TV showom "Saturday Night Live" u kojem je zamijenio komičara Chevyja Chasea; iako je isprva bio poprilično nervozan, kasnije se opustio, a kada su Dan Aykroyd i John Belushi napustili emisiju 1979. on je postao najpopularniji član u grupi, a često je i sudjelovao kao scenarist. Kada se Chase vratio u show, između njega i Murrayja izbila je kratka, no burna, svađa, ali su se na kraju ipak pomirili. Ubrzo je razvio karijeru kao glumac na filmu; nakon male uloge u humornoj drami "Sljedeća postaja, Greenwich Village" iz 1976. usljedila je glavna uloga u hit komediji "Ludosti u kampu" iz 1979. u kojoj je scenarist/glumac Harold Ramis postao njegov dugogdišnji prijatelj.

### 1980te
Ramis je kasnije surađivao s njim na još mnogo filmova; i njihovi kasniji radovi, kao što su "Golf klub" i "Narednik će poludjeti", postali su hitovi, ali nisu bili osobito hvaljeni od kritike.
1982., nakon što je postao otac, Murray je dobio sporednu ulogu prijatelja Dustina Hoffmana u hvaljenoj komediji "Tootsie" koja je osvojila Zlatni globus za najbolji film u kategoriji komedije ili mjuzikla te je nominirana za 10 Oscara. Ipak, Murray je sam zatražio da se njegovo ime ne upotrijebi u promidžbi filma kako ga publika ne bi zamijenila za vulgarnu komediju; s tim je zaželio snimiti ambicioznije filmove u kojima bi mogao rasti kao glumac.
Poznato je da je pristao snimiti komediju "'Istjerivači duhova'", svoj najveći komercijalni uspjeh, samo uz uvjet da prije snimi dramu "'Brijačeva oštrica'" 1984., remake istoimenog filma iz 1940-ih za koji je i napisao scenarij prema knjizi W. Somerset Maughama. Kada je prvi film postao velik uspjeh, a drugi, koji mu je bio osobniji, je propao i kod kritike i kod publike, Murray se je razočarao i četiri godine izbivao iz svijeta filma (izuzev male uloge u komediji "Mala trgovina užasa") i učio francuski jezik na Sorboni. Vratio se 1988. filmom "Božićni duhovi", a godinu dana kasnije Ramis ga je nagovorio da snimi nastavak, "Istjerivači duhova 2"; iako je i taj film bio veliki hit, Murray je odbio ikada jednom snimiti treći dio.

### 1990te
1990. je glumio u komediji "Brza promjena", koju je ujedno i režirao. Prema vlastitim izjavama, redateljski posao je bio toliko kompliciran da je odlučio više nikada ne režirati. Nakon hita "Što ćemo s Bobom?" iz 1991. Harold Ramis je još jednom uspio privući Murrayjevu pažnju scenarijem za film "'Beskrajni dan'". Bilo je to teško razdoblje za Murrayja koji se je upravo nalazio u razvodu od svoje supruge te je stoga bio često razdražljiv. Ipak, prihvatio je glumiti u filmu, a kasnije je izjavio da je scenarij za "Beskrajni dan" bio najbolji koji je ikada dobio. Na setu snimanja tog filma Murray se nije osobito slagao s Ramisom; on je htio da film više bude filozofska drama, dok je Ramis inzistirao da prvo bude komedija a tek onda blaga drama. Nakon tog filma Murray je prekinuo kontakt s Ramisom i više nikada nije snimio nijedan film s njim, ali je ipak u intervjuu za Larryja Kinga izjavio da je "Beskrajni dan" najbolji film koji je do tada snimio. Za tu je romantičnu komediju, koja je s vremenom postala mali klasik, nominiran kao najbolji glumac za nagradu Saturn. Nakon hvaljene drame "Ed Wood", usljedile su komercijalno neuspješne komedije koje su poljulale njegov status zvijezde. Ipak, komedija "Kralj svih glavonja" iz 1996., iako komercijalni neuspjeh, danas ima mali krug obožavatelja.
1998. je dobio ponudu za nezavisni film "Tajkun iz Rushmorea" Wesa Andersona koju je s oduševljenjem prihvatio. Toliko je bio oduševljen scenarijem da je izjavio da bi nastupio u filmu i besplatno. Pošto je Andersonu za neke scene ponestalo novca, Murray mu je pomogao s financiranjem. Za tu je ulogu primio hrpu pohvala kritičara te osvojio gomilu nagrada; među ostalim je osvojio American Comedy Award, Nagradu Udruge filmskih kritičara New Yorka, Los Angeles Film Critics Association Award te nominaciju za Zlatni globus za najbolju sporednu ulogu. Taj je film označio njegovu renesansu te okretanje ozbiljnijim ulogama.
Nakon toga je nastupio u drami "Kolijevka će se njihati" iz 1999. koju je režirao Tim Robbins, a koja je nominirana za nagradu Zlatna palma u Cannesu. Također je igrao malu ulogu u drami "Hamlet".

### 2000te
S Andersonom je snimio i hvaljenu tragikomediju "Obitelj čudaka" 2001., no vrhunac će doživjeti s nezavisnim filmom "'Izgubljeni u prijevodu'" za koji je osvojio najviše nagrada u karijeri i priznanje kritičara; osvojio je Zlatni globus, nagradu BAFTA te je nominiran za Oscara kao najbolji glavni glumac. Poznati kritičari Roger Ebert i James Berardinelli oboje su dali filmu "Izgubljeni u prijevodu" 4 od 4 zvijezde, proglasivši ga remek-djelom, a Ebert ga je čak stavio na 2. mjesto na listi svojih najdražih filmova 2003. godine. I sam Murray je izjavio da mu je "Izgubljeni u prijevodu" najdraži film kojeg je ikada snimio. Mali se skandal ipak dogodio na dodjeli Oscara 2004. - kada je kip za najboljeg glumca osvojio Sean Penn za dramu "Mistična rijeka", Murray je odbio pljeskati jer je bio razočaran što on nije dobio tu nagradu. Usljedilo je naporno višemjesečno snimanje filma "Panika pod morem" 2004. u Italiji koje ga je, usprkos tome što je izjavio da je ponosan rezultatom, iscrpilo: za prijatelja Jima Jarmuscha je još snimio "Slomljeno cvijeće" i posudio glas za dva filma po stripu Garfield da bi potom 2005. objavio da uzima "odmor od karijere".
2007. Murray se, nakon 2 godine izbivanja s velikih ekrana, vratio sa stanke i prihvatio ulogu gradonačelnika u fantastičnom filmu "Grad svjetla" ("City of Ember"), ekranizacije popularne istoimene knjige za mlade, koja je igrala u kinima 2008. animirani film "Fantastični gospodin Lisac (2009)", u kojem je posudio glas, ponovno ga je, po peti put, ujedinio s redateljom Wesom Andersonom, a njegov mali cameo u horor-komediji "Dobrodošli u zemlju zombija" bio je jedan od najzapaženijih i najraspravljanijih godine.

## Privatni život
Iako se na snimanjima nekih svojih filmova znao posvađati s članovima ekipe (2000. je, dok je snimao film "Charliejevi anđeli", navodno ušao u veliki konflikt s glumicom Lucy Liu koja nije voljela njegovo improviziranje, tako da je izjavio da nikada više neće snimiti jedan film s njom), Murray je ipak znan kao tiha, povučena osoba. Ženio se dva puta; prvi put za Margaret Kelly 1980., s kojom ima dvoje djece, te od koje se rastao 1994. Drugi put za  Jennifer Butler, dizajnerice kostima koju je upoznao u kada je radila u njegovim filmovima "Božićni duhovi" i "Beskrajni dan", od 1997., te s kojom ima četvero djece.
Znan je i po šaljivim odgovorima tijekom raznih promocija na pitanja novinara. Tako je 2007. svoj smisao za humor dokazao i na konferenciji za novinare u povodu filma "Darjeeling d.o.o.". Prvo pitanje postavio je novinar iz Slovenije koji je tražio odnos između tragedije i komedije jer je Murray glumio u filmovima oba žanra. "Vaše pitanje je tragično, ali ja ću ga nastojati napraviti komičnim", odgovorio je šaljivi Murray.
Isto tako je velik poklonik golfa, ali i košarke. U 2007. je posjetio Giantse.
Trenutačno živi u predgrađu New Yorka, Rockland County, ali ima i kuće u Los Angelesu i Chicagu.
U svibnju 2008. supruga Jennifer Butler optužila ga je za "zlostavljanje, nemarno ponašanje te za ovisnost o marihuani i alkoholu", zbog čega je nakon 11 godina braka predala zahtjev za razvod. Zahtjev je predan 12. svibnja u Charlestonu u Južnoj Karolini iako par ne živi zajedno već godinu dana otkako se Jennifer s njihove četiri djece preselila u drugu kuću. Kostimografkinja tvrdi da je Murray redovito napuštao njihov dom bez objašnjenja te putovao u druge zemlje, gdje se u privatnosti, ali i javnosti, upuštao u seksualne veze. Također navodi da ju je u studenome 1997. udario u lice te da je svojim nasilnim, agresivnim i nekontroliranim ponašanjem uništio njihovu bračnu vezu. Odvjetnik 57-godišnjega glumca javnosti je otkrio da se Murray “osjeća vrlo tužno zbog raspada braka”, no nije htio komentirati optužbe koje je iznijela Butler. Iako je par prije vjenčanja potpisao predbračni ugovor, glumac je pristao majci svoje djece isplatiti sedam milijuna dolara u roku od 60 dana od finaliziranja razvoda.

### Uhićenje u Stockholmu
22. kolovoza 2007. Murray je priveden u policijsku stanicu kada ga je policajac zaustavio Stureplanu u Stockholmu, glavnom gradu Švedske jer se sumnjalo da je pijan vozio vozilo za golf u 3 sata ujutro. Pošto su vozila za golf spora i mogu voziti samo negdje oko 30 kilometara na sat, neki su Murrayjevi obožavatelji s humorom gledali na cijelu situaciju. On je u to vrijeme sudjelovao na lokalnom natjecanju golfa te je posudio vozilo kako bi skoknuo u obližnji lokal, a policajac ga je primijetio kako se vozi po cesti i vraćao se u hotel u neobičnom vozilu, no pošto je odbio da mu se provjeri dah i utvrdi da li je zbilja previše popio, priveden je u stanicu te se mu tamo izvadili krv kako bi na taj način otkrili kakvo je pravo stanje.
.

## Neostvareni projekti
Murray je navodno odbio mnogo ponuda za razne filmove, kod nekih se nije javljao natrag a kod trećih jednostavno nije dobio ulogu. Bio je predviđen za glavnu ulogu u komediji "Zvjerinjak" 1978., ali ju je dobio John Belushi. U 80-ima je odbio ulogu za fantastičnu komediju "Splash!" koju je dobio Tom Hanks, komediju "Legal Eagles" koju je režirao Ivan Reitman ( redatelj njegovog najvećeg hita, "Istjerivači duhova" ), komediju "Policajac iz dječjeg vrtića", horor satiru "Vještice iz Eastwicka" koju je dobio Jack Nicholson te navodno čak i glavnu ulogu za film "Batman" Tima Burtona, prije nego što je Tim Burton izabrao drugog glumca, Michaela Keatona.
U 90-ima je Murray također pokazao da je vrlo izbirljiv u odabiru filmova u kojima bi trebao glumiti. Navodno je bio u planu da glumi odvjetnika Toma Hanksa u filmu "Philadelphia" ali je tu ulogu na kraju ipak dobio Denzel Washington, a glavnu ulogu u iznimno popularnoj tragikomediji "Forrest Gump", za koju je bio u pregovorima, je dobio Tom Hanks. Daljne odbijene uloge bile su u filmovima "Narod protiv Larryja Flynta", "Monsters Inc.", "Lignja i kit" a biografska komedija "Press your luck" nikada nije ni snimljena, iako je Nicolas Cage figurirao kao producent. 2006. je, zbog svojeg odmora od karijere, odbio ulogu ujaka Franka u filmu "Mala Miss Amerike".

## Zanimljivosti
- Tri Murrayjeva brata su također glumci: Joel Murray, John Murray i Brian-Doyle Murray. Svi zajedno su nastupili u komediji "Božićni duhovi" 1988.[27]
- Obožava golf.
- Veliki je obožavatelj Chicago Cubs tima i Michaela Jordana te je stoga i prihvatio malu ulogu u filmu "Space Jam" i u dokumentarcima o Jordanu.
- Njegova djeca su: Homer (1982.), Luke (1985.), Cal (1993.), Jackson (1995.), Cooper (1996.) i Lincoln (2001.). Homer Murray je imao malu cameo ulogu u njegovom filmu "Slomljeno cvijeće".[28]
- Bio je prvi gost u emisiji koju je vodio David Letterman 1982.
- Od 2000-ih nema agenta, nego sve potencijalne ponude za filmove uzima preko telefona.
- Murray je jedan od samo tri američka glumca koji su nominirani za Oscara za ulogu u filmu koji se odigrava na teritoriju Japana (za film "Izgubljeni u prijevodu"). Ostala dva su Marlon Brando i Red Buttons za film "Sayonara".
- Dok je snimao sekvencu tučnjave u filmu "Jedna žena, dva muškarca", slučajno je slomio nos Roberta De Nira.[16]
- Bio je voditelj humanitarnog "Croassroads Guitar Festivala" 2007. Erica Claptona u Bridgeviewu, kojeg je započeo sviranjem pjesme "Gloria" na gitari jer je to "jedina pjesma koju zna svirati". Kasnije je nastupio i u perikama i izazvao oduševljenje publike.[29][30]

## Filmografija
- 1976. Sljedeća postaja, Greenwich Village
- 1978. The Rutles
- 1979. Ludosti u kampu
- 1979. Ludi video gospodina Mikea
- 1980. Golf klub
- 1980. Gdje bizoni vrludaju
- 1981. Narednik će poludjeti
- 1982. Tootsie
- 1984. Na oštrici britve
- 1984. Istjerivači duhova; nominacija za Zlatni globus
- 1984. Ništa ne traje vječno
- 1986. Mala trgovina užasa
- 1988. Ona je trudna!
- 1988. Božićni duhovi; nominacija za nagradu Saturn
- 1989. Istjerivači duhova 2
- 1990. Brza promjena
- 1991. Što ćemo s Bobom?
- 1993. Beskrajni dan; nominacija za nagradu Saturn
- 1993. Jedna žena, dva muškarca
- 1994. Ed Wood
- 1996. Kralj svih glavonja
- 1996. Veće od stvarnosti
- 1996. Space Jam
- 1997. Čovjek koji je premalo znao
- 1998. Divlja igra
- 1999. Tajkun iz Rushmorea; nominacija za Zlatni globus
- 1999. Kolijevka će se njihati
- 2000. Charliejevi anđeli
- 2000. Hamlet
- 2001. Osmoza Jones
- 2001. Sve se vrti oko seksa
- 2001. Obitelj čudaka
- 2003. Izgubljeni u prijevodu; osvojen Zlatni globus i BAFTA, nominacija za Oscara
- 2003. Kava i cigarete
- 2004. Panika pod morem
- 2004. Garfield
- 2005. Slomljeno cvijeće
- 2005. Izgubljeni grad
- 2006. Garfield 2
- 2007. Darjeeling d.o.o.
- 2008. Grad svjetla
- 2008. Uhvati Smarta
- 2009. Granice kontrole
- 2009. Dobrodošli u zemlju zombija
- 2009. Fantastični gospodin Lisac
- 2010. Get Low
- 2010. Passion Play
- 2012. Moonrise kingdom
- 2012. Hyde park on Hudson; nominacija za Zlatni globus
- 2012. A Glimpse Inside the Mind of Charles Swan III
- 2014. The Monuments Men
- 2014. The Grand Budapest Hotel
- 2014. Olive Kitteridge; nominacija za Zlatni globus
- 2014. St. Vincent; nominacija za Zlatni globus
- 2014. Alpha house
- 2014. Dumb and dumber to
- 2015. Parks and recreation
- 2015. Aloha
- 2015. Rock the Kasbah

## Vanjske poveznice
- Bill Murray u internetskoj bazi filmova IMDb-u (engl.)
- Bill Murray centrala
- Filmski.net  Arhivirana inačica izvorne stranice od 4. rujna 2006. (Wayback Machine)
- Celebritywonder.com
- Intervju
- Nacional - intervju s Billom Murrayjem  Arhivirana inačica izvorne stranice od 5. listopada 2008. (Wayback Machine)
- BBC članak